# Spliceosoma
Lo spliceosoma è un grosso complesso enzimatico che catalizza il processo di splicing del pre-mRNA, processo in cui vengono rimossi gli introni dalla sequenza di RNA, lasciando una sequenza di soli esoni; ciò descrive la maturazione del RNA. Lo spliceosoma taglia gli introni dal trascritto primario e ricuce tra loro le estremità degli esoni, producendo l'mRNA maturo.
Questo complesso è formato da oltre 150 proteine e piccole molecole di RNA nucleare (snRNA, small nuclear RNA), tra cui U1, U2, U4/U6 e U5,  il loro nome deriva dal fatto che abbiano un alto contenuto di uridina; nucleoside formato dalla base azotata uracile, legata con un legame beta-N-glicosidico a un anello di ribosio. Lo snRNA, unito a proteine, costituisce complessi chiamati snRNP (small nuclear ribonucleoproteins, o in italiano, piccole ribonucleoproteine), che riconoscono specificamente le sequenze di consenso, cioè le sequenze poste al confine tra esoni e introni, dei siti di splicing al 5' e al 3' di ogni introne e il residuo di adenosina che andrà a costituire il sito di ramificazione dell'intermedio di maturazione "a cappio".
In vari studi è stata sottolineata la natura dinamica dello spliceosoma durante la fase catalitica di splicing, infatti è stato scoperto che il complesso si assembla solo quando ce n’è bisogno (può avvenire secondo differenti modalità) e cambia, modellandosi durante tutto il processo. Questo permette allo spliceosoma di essere preciso e allo stesso tempo flessibile.
Inoltre è stato scoperto che esistono due tipi di spliceosomi: lo spliceosoma U2-dipendente che catalizza la rimozione degli introni di tipo U2; è assemblato dagli snRNP U1, U2, U5 e U4/U6 e da numerose proteine non snRNP. E lo spliceosoma U12-dipendente, presente solo in alcuni eucarioti, che catalizza la rimozione della particolare e poco abbondante classe di introni di tipo U12; le subunità principali che formano quest'altro tipo di spliceosoma solo gli snRNP U11, U12, U5 e U4atac/U6atac. 
Possiede due porzioni che svolgono due ruoli differenti ed importanti nei meccanismi post-trascrizionali: una parte è deputata al "riconoscimento" e l'altra parte è invece deputata alla "catalisi". I siti enzimatici del complesso sono localizzati sulle molecole di snRNA anziché sulle proteine, come avviene di norma, e quindi lo spliceosoma è definito come ribozima, ovvero un enzima a RNA, forse un'eredità di un ancestrale mondo a RNA.

## Assemblaggio del complesso
Come detto in precedenza l’assemblaggio dello spliceosoma può avvenire in vari modi (non tutti ben noti).

### Cross-introne
Questo tipo di assemblaggio avviene quando la lunghezza dell’introne non supera 200-250 nucleotidi e lo spliceosoma si assembla attraverso questo.
Per iniziare il processo di splicing si deve assemblare lo spliceosoma, questo si forma grazie all’interazione di fattori trans (proteine) con il pre-mRNA.
Ogni snRNP è costituito da un snRNA , da un insieme di sette proteine comuni Sm (B/B’, D3, D2, D1, E, F e G) e da alcune proteine specifiche per le singole particelle.
A differenza delle subunità ribosomiali nessuno degli snRNP spliceosomiali possiede un sito attivo pre-formato e molti di essi sono rimodellati nel corso dello splicing (natura dinamica).
Uno dei modi che portano all’assemblaggio del complesso avviene attraverso l’interazione ordinata degli snRNP spliceosomiali. Inizialmente l’U1 snRNP viene reclutato dal sito di giunzione 5’ss del pre-mRNA, e fattori non snRNP interagiscono con il sito di ramificazione (BS) del pre-mRNA e con un tratto polipirimidinico (PPT). In una fase successiva, l’U2 snRNP si associ stabilmente alla BS, formando il complesso A, conosciuto come prespliceosoma. Il tri-snRNP U4/U6.U%, pre-assemblato, viene reclutato andando a formare il complesso B, definito pre-catalitico. A questo punto si svolgono dei riarrangiamenti tra le interazioni RNA-RNA e RNA-proteina, che portano alla destabilizzazione degli snRNP U1 e U4, dando origine allo spliceosoma attivato, cioè al complesso Bact.
Una successiva attivazione catalitica da parte di particolari enzimi genera il complesso B*, che catalizza la prima delle due fasi dello splicing. Tutto ciò genera il complesso C che catalizza a sua volta la seconda fase dello splicing.
Dopo aver svolto il suo compito, lo spliceosoma si dissocia e dopo un ulteriore e ultimo rimodellamento gli snRNP rilasciati andranno a partecipare a nuovi cicli di splicing. 
Oltre a questa via, principalmente usata, del cross-introne ne esistono altre alternative che portano comunque a questo tipo di assemblaggio; infatti è stato isolato un complesso contenente tutti e cinque gli sn-mRNP (il penta-snRNP), ma privo di mRNA. 

### Definizione dell’esone
Questo tipo di processo è stato riscontrato nei metazoi. 
La maggior parte dei pre-mRNA nei mammiferi contiene introni multipli con numero di nucleotidi compresi tra centinaia e migliaia, mentre i loro esoni hanno una dimensione piuttosto fissa che si aggira intorno ai soli 120 nucleotidi. Quando la lunghezza degli introni supera i 250 nucleotidi i complessi di splicing si formano attraverso un esone e non un introne, come succedeva nel meccanismo descritto sopra. 
Durante questo meccanismo l’U1 snRNP si lega al sito di giunzione 5’ss a valle dell’esone, questo promuove l’associazione di U2AF (proteina) al PPT/3’ss a monte. Questo a sua volta porta al reclutamento dell’U2 snRPN nel sito di ramificazione BS a monte dell’esone. All’interno dell’esone sono presenti delle sequenze potenziatrici dello splicing (ESE) che richiamano le proteine SR, chiamate così perché ricche di residui amminoacidici di serina (S) e arginina (R); queste stabiliscono una rete di interazioni proteina-proteina che stabilizza il complesso.
Dato che le fasi chimiche dello splicing avvengono attraverso un introne, dopo questo meccanismo l’estremità 3’ss deve essere accoppiata attraverso l’introne adiacente con un sito di giunzione 5’ss a monte. Questo ultimo passaggio è attualmente poco conosciuto.

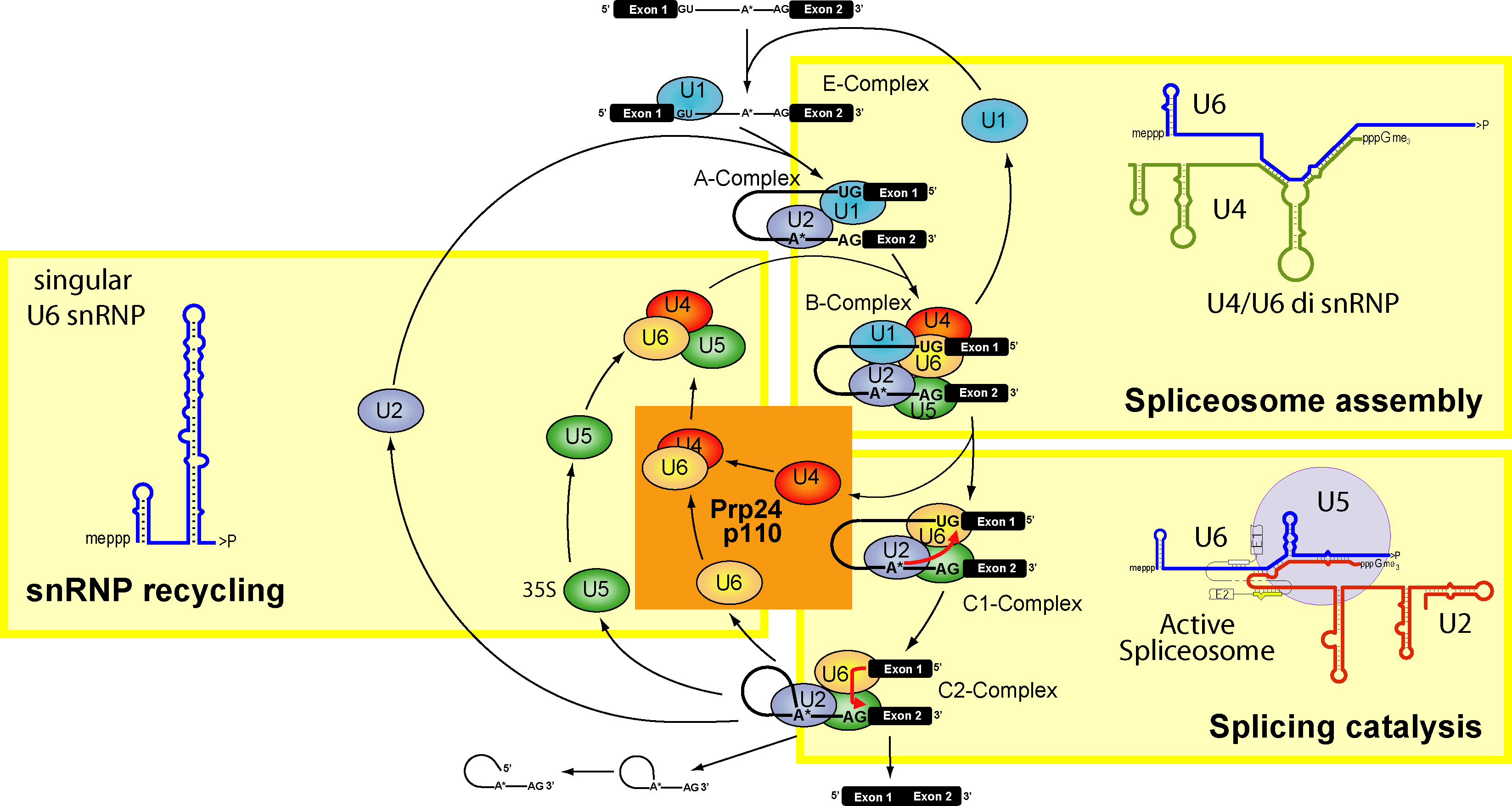

## Interazioni RNA-RNA nello spliceosoma
Durante l’assemblaggio dello spliceosoma si forma una fitta rete di interazioni RNA-RNA che viene modellata e riorganizzata durante l’attività catalitica e le fasi dello splicing. 
Nelle prime fasi, l’U1 snRNA si accoppia con il sito di giunzione 5’ss. L’U2 snRNA con il sito di ramificazione BS. All’interno della subunità tri-snRNA, l’U4 e l’U6 sono accoppiati, ma dopo l’associazione di questa subunità con il complesso A l’interazione U4/U6 viene interrotta e l’estremità 5’ dell’U6 snRNA si accoppia con il 5’ss, spostando l’U1 snRNA. Poi tra U6 e U2 si forma una rete di appaiamento di basi che mette in contatto il 5’ss con il BS per la prima fase dello splicing.
Inoltre la regione centrale dell’U6 snRNA forma una struttura stem-loop intramolecolare che svolge un ruolo cruciale nella catalisi dello splicing.
Nella subunità tri-snRNA si ha anche l’interazione dell’U5 snRNA con i nucleotidi dell’esone vicino al 5’ss.

## Sito attivo catalitico
Dagli studi è emerso che lo spliceosoma utilizza un solo sito attivo per entrambe le fasi catalitiche perciò si pensa che l'intermedio, risultato della prima fase catalitica, venga spostato per consentire l'avvio della seconda fase. Da ciò si comprende che lo spliceosoma si trova in due stati conformazionali diversi durante questi due eventi catalitici legando substrati diversi nelle due fasi. 
Studi effettuati sul lievito hanno messo in evidenza l'esistenza di sue classi di alleli soprressori che consentono l'equilibrio tra le due distinte conformazioni. La prima infatti consentirebbe la prima fase catalitica e l'altra classe opposta di alleli favorirebbe la seconda. 
Facendo un'analogia con la struttura e la funzione del ribosoma (organulo citoplasmatico preposto alla sintesi proteica), il quale effettua una codifica dei tRNA grazie a passaggi da conformazioni aperte e chiuse del sito A della subunità 30S, anche nel caso dello spliceosoma si ritiene che il centro catalitico possa passare durante un cambio conformazionale da uno stato aperto ad uno chiuso. 
Dati recenti provenienti da studi specifici riguardanti questo passaggio i stato conformazionale suggeriscono che questo avvenga per mezzo di fasi multiple, tra queste è presente una fase di riposizionamento. Grazie a queste osservazioni è stato possibile concludere che il passaggio dalla fase 1 a quella dello splicing prevede diverse fasi comprendenti eventi di rimodellamento della struttura dello spliceosoma stesso. 

## Composizione complessa e dinamica dello spliceosoma
La conformazione proteica dello spliceosoma può essere quindi definita dinamica. gli snRNA spliceosomiali infatti non vanno in contro ad auto assemblaggio dando luogo ad una struttura cataliticamente attiva se non in presenza di proteine spliceosomiali (a differenza degli introni del secondo gruppo). 
Le proteine dello spliceosoma hanno un ruolo fondamentale nell'appaiamento e nel riconoscimento dei siti di splicing, rendendo facilmente possibile la rete di interazioni presente tra RNA-RNA, RNA e proteine, e proteine spliceosomiali ed unità proteiche; inoltre le proteine spliceosomiali effettuano un controllo del posizionamento dei siti reattivi del pre-mRNA i quali devono risultare correttamente esposti per la catalisi.
Le proteine quindi risultano estremamente rappresentate nella struttura dello spliceosoma rappresentando addirittura i due terzi della sua massa.
La struttura estremamente dinamica dello spliceosoma viene messa in evidenza nelle fasi di splicing durante le quali avvengono numerosi scambi proteici accompagnati anche da numerosi rimodellamenti delle snRNP (small nuclear ribonucleoproteins) spliceosomiali.

## Studi effettuati sulle cellule di lievito
Per mezzo di studi su cellule di lievito sono state riscontrate nello spliceosoma di questo eucariote circa 90 proteine assimilabili a quelle di eucarioti superiori. Questa scoperta ha portato a supportare la teoria che queste siano associate allo splicing costitutivo mentre le altre proteine riscontrate negli spliceosomi umani (circa 80 che differiscono da quelle del lievito) siano correlate allo splicing alternativo quasi assente nelle cellule di lievito.
Alcuni eventi di dissociazione e reclutamento proteico durante le varie fasi di splicing (come nella transizione dal complesso B al complesso C), sono state considerate mantenute invece negli eucarioti superiori e valutate come dei principi di progettazione strutturale evolutivamente conservati.

## Azione coordinata di RNA e proteine
Una delle principali funzioni dello spliceosoma è quella di riconoscere in un pre-mRNA i siti di splicing distinguendo quelli autentici da quelli ingannevoli. Le proteine spliceosomiali in questa fase giocano un ruolo importante sia di tipo diretto che indiretto: si mettono in contatto con i nucleotidi reattivi del pre-mRNA e stabilizzano l'appaiamento tra basi di pre-mRNA e snRNA durante la loro associazione. L'estrema precisione del meccanismo di splicing si deve al fatto che i siti di splicing vengono riconosciuti numerose volte sia da parte delle proteine sia dall'RNA garantendo così l'esattezza del processo. Nonostante molte interazioni che si vengono a formare all'interno della molecola spliceosoma siano deboli, la stabilità dei sistemi RNP che si formano è garantita dalla somma di esse , difatti la combinazione di queste interazioni rende il complesso estremamente stabile e soprattutto gli conferisce la plasticità necessaria per il verificarsi degli eventi di splicing.

## Studi effettuati sui metazoi
Studi effettuati sui metazoi hanno messo in luce quanto la composizione proteica dello spliceosoma ne garantisce l'estrema flessibilità. Lo spliceosoma metazoico infatti risulta presentare una costituzione proteica veramente articolata. Questa complessità compositiva è stata associata alla grande varietà di substrati del pre-mRNA ed alla assidua frequenza di eventi regolatori dello splicing. Il fatto che lo spliceosoma sia disposto di un ampio assetto proteico inoltre permette, in primo luogo allo spliceosoma stesso e di conseguenza al meccanismo di splicing, di essere flessibili ai cambiamenti ai quali va incontro l'ambiente cellulare in maniera rapida ed efficiente.